# Onesi (Wahlkreis)
Der Wahlkreis Onesi ist ein Wahlkreis im Norden der Region Omusati im zentralen Norden Namibias. Kreisverwaltungssitz ist Onesi. Im Wahlkreis leben (Stand 2023) 23.300 Menschen auf einer Fläche von 776 Quadratkilometern.

## Wahlen
| Wahl | Name              | Partei | Stimmenanteil |
| ---- | ----------------- | ------ | ------------- |
| 1992 |                   |        |               |
| 1998 | Johannes Iipinge  | SWAPO  | o. W. 1       |
| 2004 | Fillemon Jatileni | SWAPO  | 98,4 %        |
| 2010 | Titus Kanyele     | SWAPO  | 98,9 %        |
| 2015 | Titus Kanyele     | SWAPO  | o. W. 1       |
| 2020 | Festus Petrus     | SWAPO  | 91,6 %        |